# Шафран весняний
Шафран весняний (Crocus vernus) — вид рослини родини півникові.

## Будова
Невеличка рослина з білими чи пурпуровими смугастими запушеними чи гладкими квітами. Листя має поздовжні срібно-зелені смуги, з'являється ранньою весною разом з квітами.

## Поширення та середовище існування
Зростає у горах Альпах, Піренеях. Зустрічається у Південній та Центральній Європі.

## Практичне використання
Вирощується як декоративна. Має культурні сорти.

## Галерея

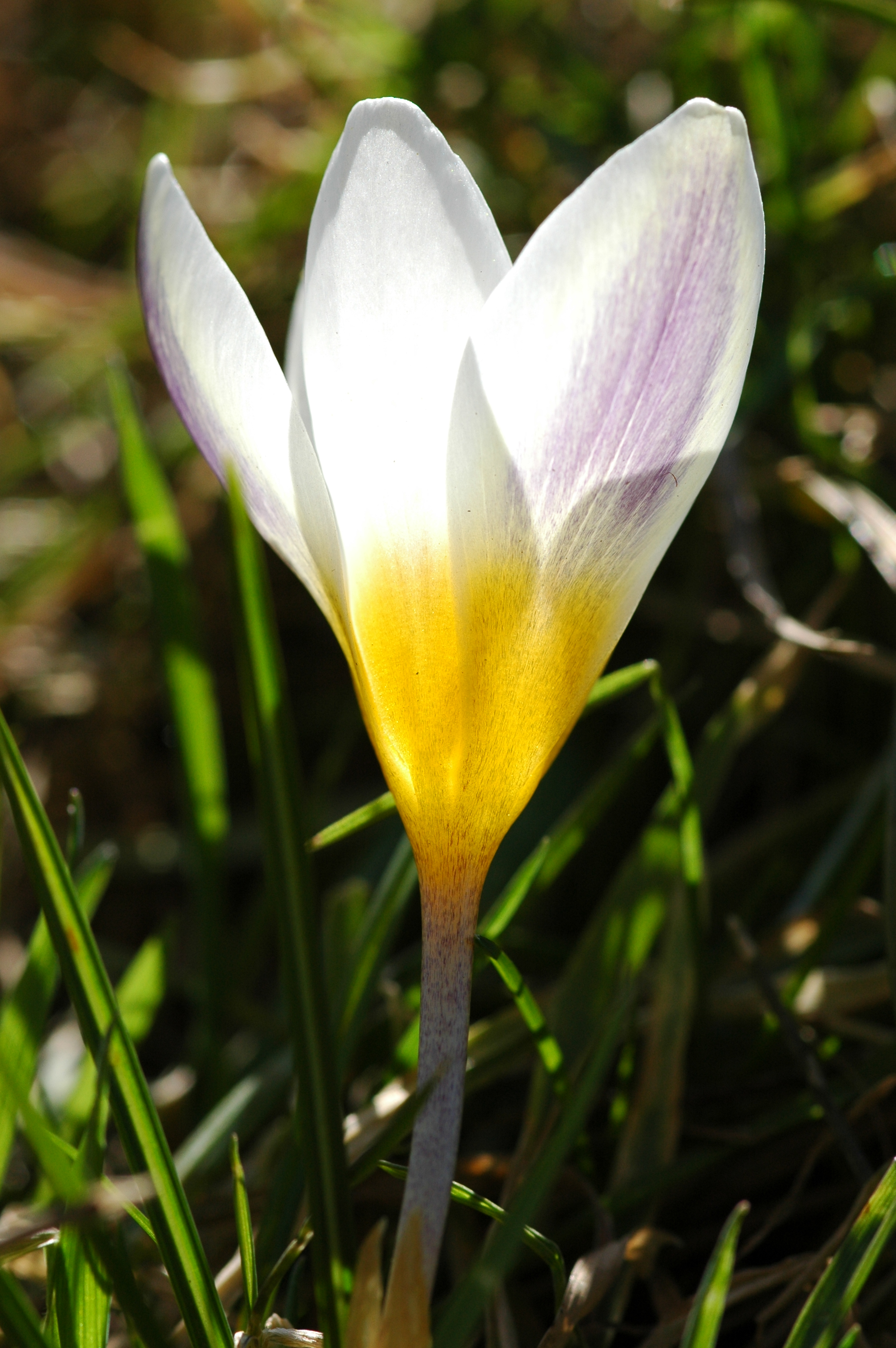
Квітка
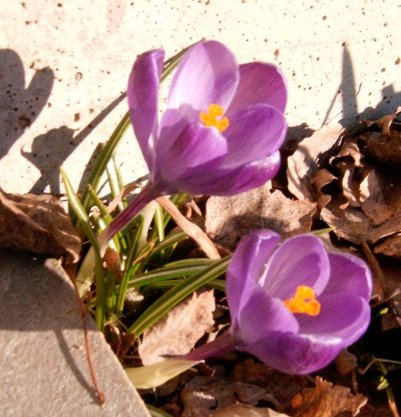
Культурний сорт
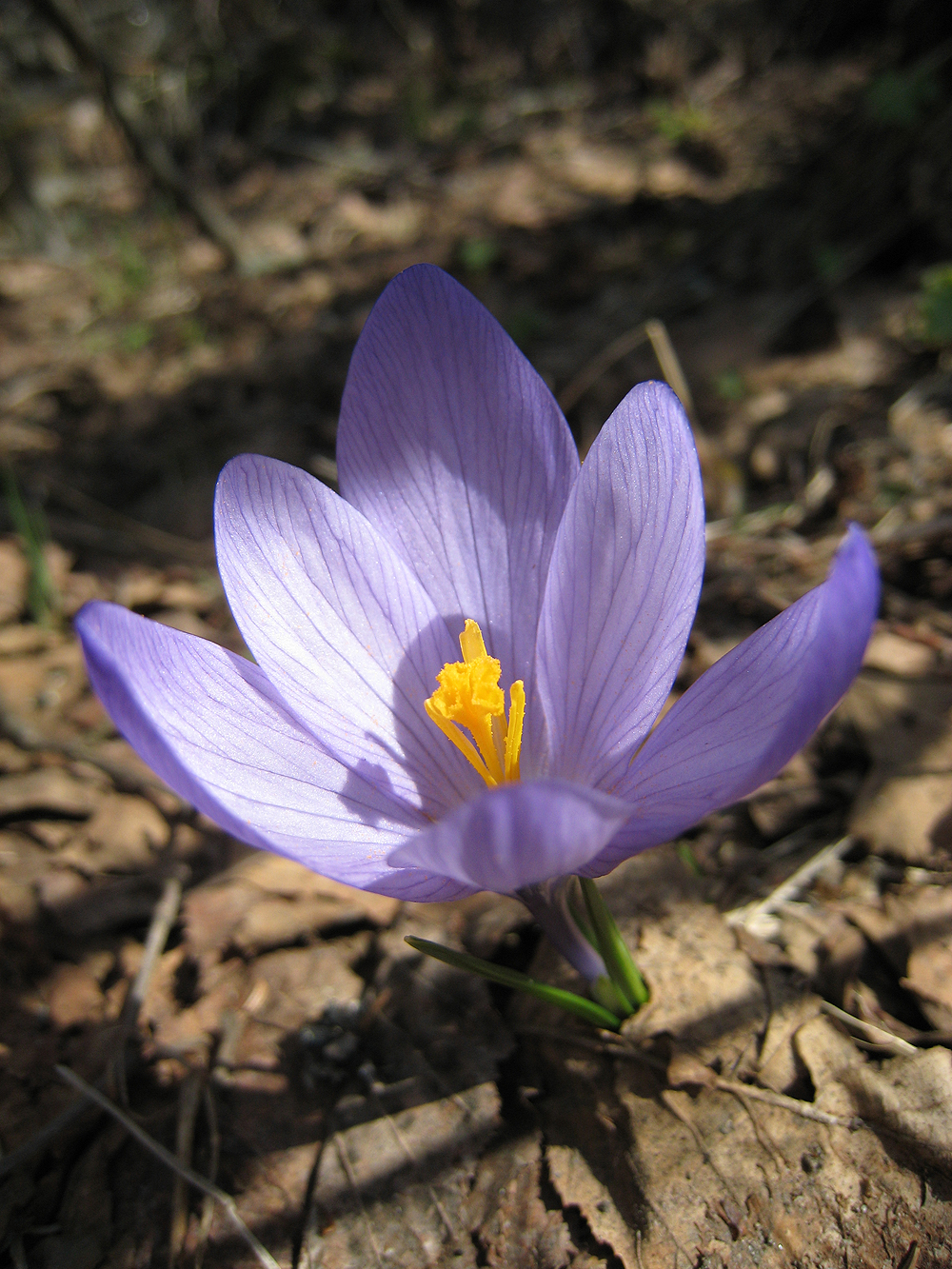
Квітка
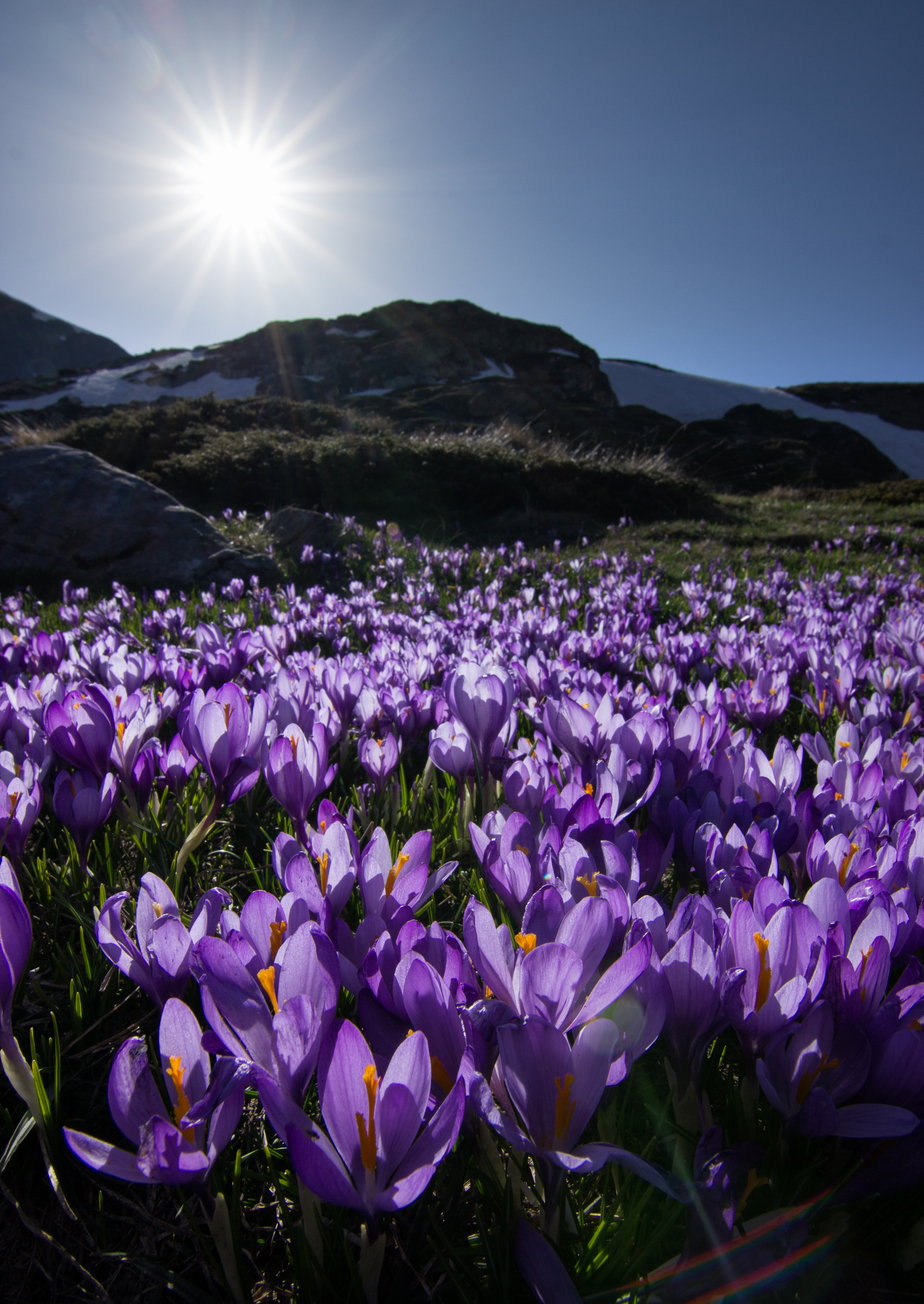
Зарості в Болгарії